# Змијање
Змијање је област у подручју планине Мањаче, односно уже подручје некадашње нахије Змијање, која је постојала у вријеме османске окупације.

## Змијањска насеља
Змијање обухвата дијелове општина Бањалука и Рибник.
Насеља горњег Змијања су: Стричићи, Стражице, Ситница, Локвари, Дујаковци, Лусићи, Соколово, Дубица, Горње Ратково и Доње Ратково.
Насеља доњег Змијања су: Добрња, Шљивно, Зеленци, Радманићи, Вилуси.

## Историја
Планински предио између Бање Луке и Мркоњић Града припадао је средњовековној жупи Земљаник, која се спомиње у повељи босанског бана Пријезде II из 1287. године. На неколико некропола стећака на том подручју као што су оне у Первану, Голешима, Павићима, Лусићима, Колима и Дујаковцима забележен је број од 70 до 180 стећака. То су велике некрополе сеоских општина или родова. На подручју жупе били су градови-утврђења у Вилусима, Бочцу и Крупи на Врбасу.
Змијање је потпало под османску власт падом градова у долини Врбаса од Јајца на север 1527/28. године. У првом периоду до 1540. ово подручје је припојено нахији Врховине у кадилуку Брод. У периоду између 1535—1540. када су Османлије прешле Саву нахија Змијање је припадала кадилуку Кобаш у Босанском санџаку. Смиривањем прилика одвојила се нахија Змијање као засебна. Први пута се помиње у дефтеру из 1541. године у саставу кадилука Кобаш. Од 1592. надаље је у бањалучком кадилуку. У првим годинама османске владавине нахија Змијање је захватала сав простор између реке Врбаса и Сане и планина Козаре, Димитора и Лисине изнад Мркоњић Града на југу. Нешто касније одвојена је нахија Тријебово на просторима око Мркоњић Града.
У османским пописима из 1541. и 1563/64. године примјетна је стабилност насеља и природан прираштај становништва у нахији Змијање. У међувремену основан је и манастир Залужје са двојицом калуђера. Имена у овој нахији неизмењена су до данас Породична имена наведена у пописима из половине 16. века сусрећу до новијих времена, што сведочи да је ова област касније била поштеђена већих промена. Исламизација у овај крај готово није продрла. У наведеним пописима забележена су свега четири случаја, а село Црљани је задржало до данас муслимански карактер. О даљој старини, тј. прошлости и пореклу средњовековног становништва на Змијању тешко је рећи нешто одређеније, али анализирајући разне историјске чињенице „има основа за тврдњу да су их ту Турци затекли”. Ипак, остаје и даље отворено питање да ли се ради о досељеницима из предтурског доба или можда о староседеоцима.
Становници Змијања су кроз цео раздобље османске владавине давали тзв. „сточарски данак“, тј. били су „филуриџије“, са кнезовима на челу. То је једина област у Босни и Херцеговини чији су становници задржали наведено звање и послије укидања филурије у другим крајевима, а познато је да такве повластице нису очуване у областима са млађим становништвом”. Према неким подацима становници у пописима с половине 16. века су православци, што подразумева Србе. У турско време су направљене четири цркве брвнаре, у Ситници, Шљивну, Колима и Крупи на Врбасу, за шта је одобрење, по легенди, добио Рајко од Змијања.
Након Другог свјетског рата, југословенске (комунистичке) власти су организовале планско расељавање становништва у неколико села доњег Змијања, пошто је цео крај незванично био познат као четнички. Становништво ових насеља се у значајно броју иселило у Војводину и Бању Луку, а делом и у Поткозарје, пошто је овај такође српски крај остао готово пуст после усташких и немачких покоља у Другом светском рату.
Као што је речено, огроман број становништва се иселио у Војводину, које је касније популарно названо „Осма офанзива“. Највећи број се населио у околини Сремске Митровице и Новог Сада. Данас у Каћу поред Новог Сада постоји Удружење грађана „Змијање“.
| „                                         | Одговара Рајко од Змијања: „Не дају се кључи од Крајине, Док не скрве три сабље пашине, И црн курјак не завије с пања!“ Тако, кнеже, и оче и мајко, Кличу сложно љути Крајишници, Планином се разлегоше крици: „Та један је од Змијања Рајко“ | ” |
| — Рајко од Змијања, српска народна пјесма | |   |

## Знаменити Змијањци
Змијањци спадају у ширу категорију Крајишника.
- Петар Кочић, српски књижевник
- Урош Дреновић, српски четнички војвода
- Од Змијања Рајко, српски хајдук
- Кнез Ратко, српски кнез